# Anampses lineatus
Labre à tirets
Espèce
Synonymes
- Anampses melanurus subspecies lineatus Randall, 1972

Statut de conservation UICN

 DD  : Données insuffisantes
Anampses lineatus,communément nommé Labre à tirets, est une espèce de poissons marins de la famille des Labridés.
Il est présent dans les eaux tropicales du bassin Indo-Pacifique, mer Rouge incluse, mais est absent de l'archipel d'Hawaï.
Sa taille maximale est de 13 cm.